# クージョ (小惑星)
クージョ（英語：1917 Cuyo）は、アモール群の小惑星である。
1968年1月1日にアルゼンチンのEl LeoncitoでC. U. チェスコとA. G. サムエルが発見した。
アルゼンチン中部のメンドーサ州のクージョにあるクージョ国立大学（Universidad Nacional de Cuyo）に因んで命名された。